# Палеогеновый период
| система                                                                          | отдел    | ярус          | Нижняя граница, млн лет |
| -------------------------------------------------------------------------------- | -------- | ------------- | ----------------------- |
| Неоген                                                                           | Миоцен   | Аквитанский   | 23,04                   |
| Палеоген                                                                         | Олигоцен | Хаттский      | 27,3                    |
| Палеоген                                                                         | Олигоцен | Рюпельский    | 33,9                    |
| Палеоген                                                                         | Эоцен    | Приабонский   | 37,71                   |
| Палеоген                                                                         | Эоцен    | Бартонский    | 41,03                   |
| Палеоген                                                                         | Эоцен    | Лютетский     | 48,07                   |
| Палеоген                                                                         | Эоцен    | Ипрский       | 56,0                    |
| Палеоген                                                                         | Палеоцен | Танетский     | 59,24                   |
| Палеоген                                                                         | Палеоцен | Зеландский    | 61,66                   |
| Палеоген                                                                         | Палеоцен | Датский       | 66,0                    |
| Мел                                                                              | Верхний  | Маастрихтский | больше                  |
| Деление и золотые гвозди в соответствии с IUGS по состоянию на декабрь 2024 года |          |               |                         |

Палеоге́новый пери́од (палеоге́н) — первый геологический период кайнозоя. Начался 66,0 млн лет назад, закончился 23,04 млн лет назад. Продолжался, таким образом, около 43 млн лет. Комплекс отложений (горных пород), соответствующих данному возрасту, называется палеоге́новой систе́мой. Ранее палеоген и неоген входили в состав третичного периода.
Палеоген делят на три эпохи: палеоцен продолжительностью 10,0 млн лет, эоцен продолжительностью 22,1 млн лет и олигоцен продолжительностью 10,9 млн лет, которые, в свою очередь, делят на несколько веков.

## Климат
В палеогене климат был ровным тропическим. Во второй половине палеогена климат становится более континентальным, появляются ледяные шапки на полюсах.

## Растительный мир
Практически вся Европа была покрыта вечнозелёными тропическими лесами, и лишь в северных областях произрастали листопадные растения. Увеличивается разнообразие цветковых растений.

## Животный мир
В этом периоде начался бурный расцвет млекопитающих. После мел-палеогенового вымирания большого количества рептилий возникло множество свободных экологических ниш, которые начали занимать новые виды млекопитающих. Были распространены яйцекладущие, сумчатые и плацентарные. Через 100 тыс. лет после падения метеорита таксономическое разнообразие млекопитающих удвоилось, а максимальная масса млекопитающих увеличилась почти до уровней, предшествующих мел-палеогеновому вымиранию. Приблизительно трёхкратное увеличение максимальной массы тела млекопитающих произошло через 300 тыс. лет после мел-палеогенового вымирания, первые крупные млекопитающие появились через 700 тысяч лет после мел-палеогенового вымирания, что совпадает с первым появлением растений семейства бобовых.
В лесах и лесостепях Азии в среднем олигоцене возникла так называемая «индрикотериевая фауна».
В воздухе господствуют веерохвостые беззубые птицы. Широко распространены крупные бегающие хищные птицы (гасторнисы). Увеличивается разнообразие насекомых.
В морях процветают костистые рыбы. Появляются примитивные китообразные, новые группы кораллов, морских ежей. Фораминиферы-нуммулитиды достигают нескольких сантиметров (в исключительных случаях — даже 19 см) в диаметре, что очень много для одноклеточных. Вымирают последние белемниты или похожие на них формы, начинается расцвет головоногих с редуцированной или вовсе исчезнувшей раковиной — осьминогов, каракатиц и кальмаров, вместе с белемнитами объединяемых в группу колеоидей. Происходит эоцен-олигоценовое вымирание.

## Иллюстрации
- Открытие восточной части Индийского океана 40 млн лет назад: Индийская и Австралийская плиты сливаются
- Море Неотетис в эпоху олигоцена (рюпельский век, 33,9—27,8 млн лет назад)